# Epamera katera
Epamera katera är en fjärilsart som beskrevs av Talbot 1937. Epamera katera ingår i släktet Epamera och familjen juvelvingar. Inga underarter finns listade i Catalogue of Life.